# Blériot XI
Blériot XI är ett flygplan som är en vidareutveckling av det monoplan som Louis Blériot använde vid flygningen över Engelska kanalen 1909.
Flygplanet var ett av de mest använda tiden före första världskriget och satte 1910-1911 en lång rad höjd-, hastighets- och uthållighetsrekord. Från 1910 fanns Blériot XI-flygplan i tjänst både i Frankrike och Italien. År 1912 inköptes ett antal av Royal Flying Corps och de fördelades på marinflygflottiljer och armeflottiljer. Under första krigsåret var Blériot XI de allierades mest använda spaningsflygplan. När Italien 1915 gick med i kriget bestod deras militärflyg av sex divisioner utrustade med flygplanstypen.
Totalt tillverkades Blériot XI i fem olika grundutföranden. Samtliga var försedda med Gnome et Rhône roterande stjärnmotorer. De skilde sig från varandra i detaljer som landställ, höjd- och sidroder. XI-2 var tvåsitsiga medan XI-3 var tresitsig och utrustad med en kraftigare motor, som gav 140 hk.
Beväpningen kunde vara pistol, revolver eller karbin beroende på besättningens vapenval. Vissa försök gjordes att ordna fast beväpning genom att hänga upp 25 kilos bomber på utsidan av flygkroppen. Redan 1911 provade Major Brooke-Popham att montera fast beväpning på sitt flygplan, men han blev beordrad att montera bort den.
Till Sverige kom det några Blériotflygplan genom Carl Cederström och Enoch Thulin., ett exemplar skänktes 1 december 1911 till marinen där det kom att tjänstgöra som Aeroplanet N:r 1. 1913 startade Thulin tillsammans med Oscar Ask, Aeroplanvarvet i Skåne, AVIS för att licenstillverka olika Blériotmodeller.
Svenska Arméflyget köpte vid krigsutbrottet upp alla civila Blériot XI-plan som fanns i landet.